# 2603 Taylor
A 2603 Taylor (ideiglenes jelöléssel 1982 BW1) a Naprendszer kisbolygóövében található aszteroida. Edward L. G. Bowell fedezte fel 1982. január 30-án.